# Hermaphroditos
Hermaphroditos var barn af Hermes og Afrodite.
Kildenymfen Salmacis var forelsket i dem, men da de ikke gengældte hendes følelser, valgte hun i stedet at forene sig med dem da han kom til hendes kilde for at bade. Således blev Hermaphroditos en tvekønnet guddom.
- Wikimedia Commons har flere filer relateret til Hermaphroditos

| Mytologi | Spire Denne artikel om mytologi er en spire som bør udbygges. Du er velkommen til at hjælpe Wikipedia ved at udvide den. |